# Gemberfamilie
De gemberfamilie (Zingiberaceae) is een familie van eenzaadlobbige planten. Deze familie is door eigenlijk alle systemen van plantentaxonomie erkend, en zo ook door Cronquist (1981), APG (1998) en APG II (2003).
Wel was de familie in het verleden groter dan tegenwoordig. Tot voor enkele decennia werden ook de planten die nu gerekend worden tot de familie Costaceae bij deze familie ingedeeld. Het gaat niettemin nog steeds om een middelgrote familie met misschien meer dan duizend soorten verdeeld over een vijftigtal genera. Het zijn over het algemeen meerjarige kruiden, die etherische olie bevatten. De verspreiding is pantropisch.
Een aantal bekende soorten wordt gebruikt als culinair kruid, zoals gember (Zingiber officinalis), laos (Alpinia galanga), kurkuma (Curcuma longa), kardemom (Elettaria cardamomum) en kentjoer (Kaempferia galanga).